# Jiří Crha (politik)
Jiří Crha (* 21. dubna 1960 Brno) je český politik a úředník, od roku 2012 zastupitel Jihomoravského kraje (v letech 2020 až 2023 byl navíc radním kraje a od roku 2023 je náměstek hejtmana), od roku 2018 starosta města Blansko (předtím v letech 2010 až 2018 místostarosta), člen ODS.

## Život
V letech 1978 až 1981 vystudoval Střední průmyslovou školu elektrotechnickou Brno a následně v letech 1981 až 1986 pak Elektrotechnickou fakultu Vysokého učení technického v Brně (získal titul Ing.). Pracovní kariéru pak začínal mezi lety 1988 a 1992 jako vedoucí Měrového střediska Metry Blansko.
V roce 1992 nastoupil na Okresní úřad Blansko, kde byl do roku 1995 vedoucím kanceláře přednosty. Mezi lety 1993 a 1997 si doplnil vzdělání bakalářským oborem veřejná ekonomie a správa na Ekonomicko-správní fakultě Masarykovy univerzity (získal titul Bc.). Od roku 1995 se stal přednostou Okresního úřadu Blansko a tuto funkci zastával až do roku 2001. Následoval přechod do pozice ředitele Krajského úřadu Jihomoravského kraje, kterým byl až do roku 2010.
Od roku 2003 figuruje ve statutárních orgánech FC Zbrojovky Brno (2003 až 2009 místopředseda představenstva, od roku 2009 člen dozorčí rady). V roce 2011 se stal členem a místopředsedou představenstva Vodárenské akciové společnosti. Angažuje se také jako člen správní rady Mendelovy univerzity v Brně a člen správní rady studijního programu MPA na Právnické fakultě Masarykovy univerzity.
Jiří Crha je rozvedený, má dvě dospělé děti.

## Politické působení
Je členem ODS, ve straně také zastává pozici místopředsedy regionálního sdružení v Jihomoravském kraji a předsedy oblastního sdružení Blansko.
Do komunální politiky vstoupil, když byl za ODS zvolen v komunálních volbách v roce 1994 zastupitelem města Blanska. Znovu kandidoval až ve volbách v roce 2010, kdy vedl kandidátku ODS a byl po více než desetileté pauze opět zvolen zastupitelem města. V listopadu 2010 se navíc stal 1. místostarostou města. Ve volbách v roce 2014, kdy byl opět lídrem ODS, mandát zastupitele obhájil. Stejně tak se na začátku listopadu 2014 stal opět 1. místostarostou města. Působil také jako místopředseda Komise rady města pro občanské aktivity.
V komunálních volbách v roce 2018 opět obhájil post zastupitele města z pozice lídra kandidátky ODS. Na začátku listopadu 2018 se stal starostou města Blanska.
V krajských volbách v roce 2012 byl lídrem ODS v Jihomoravském kraji. Stal se sice krajským zastupitelem, ale vzhledem k zisku 9,21 % hlasů skončila strana v opozici. Působil jako člen Výboru finančního a byl předsedou Klubu krajských zastupitelů ODS. Dále je členem Komise rady kraje pro sociální věci a rodinu a Komise rady kraje pro zdravotnictví. V krajských volbách v roce 2016 byl opět lídrem ODS v Jihomoravském kraji a podařilo se mu obhájit mandát krajského zastupitele. Také ve volbách v roce 2020 obhájil post krajského zastupitele jako člen ODS na kandidátce "ODS s podporou Svobodných a hnutí Starostové a osobnosti pro Moravu". Dne 11. listopadu 2020 se navíc stal radním Jihomoravského kraje pro dopravu. Po rezignaci Jiřího Nantla povýšil na funkci náměstka hejtmana pro dopravu.
V krajských volbách v září 2024 kandidoval jako člen ODS v rámci koalice „SPOLU“ (tj. ODS, KDU-ČSL a TOP 09) do Zastupitelstva Jihomoravského kraje. Mandát krajského zastupitele se mu podařilo obhájit. V listopadu 2024 se pak stal 1. náměstkem hejtmana pro oblast dopravy a sportu.